# Naples (Teksas)
Naples je grad u američkoj saveznoj državi Teksas. Prema popisu stanovništva iz 2010. u njemu je živjelo 1.378 stanovnika.